# Fos (singolo)
Fos (letteralmente luce) è il quarto singolo della cantante greca Helena Paparizou estratto dal suo secondo album Iparhi Logos. Per aver venduto più di 10 000 copie, il singolo è stato certificato disco d'oro in Grecia.

## Classifiche
| Classifica (2007) | Posizione massima |
| ----------------- | ----------------- |
| Grecia            | 1                 |